# Джек Карлін
Джек Карлін (англ. Jack Carlin; нар. 23 квітня 1997) — британський велогонщик, срібний та бронзовий призер Олімпійських ігор 2020 року, багаторазовий призер чемпіонатів світу та Європи.

## Виступи на Олімпіадах
| Олімпіада  | Дисципліна       | Місце |
| ---------- | ---------------- | ----- |
| Токіо 2020 | спринт           | 3     |
| Токіо 2020 | командний спринт | 2     |
| Токіо 2020 | кейрін           | 8     |